# Mengede
Mengede ist der Statistische Bezirk 92 und zugleich ein nordwestlicher Stadtteil im gleichnamigen Stadtbezirk der kreisfreien Großstadt Dortmund.

## Geschichte

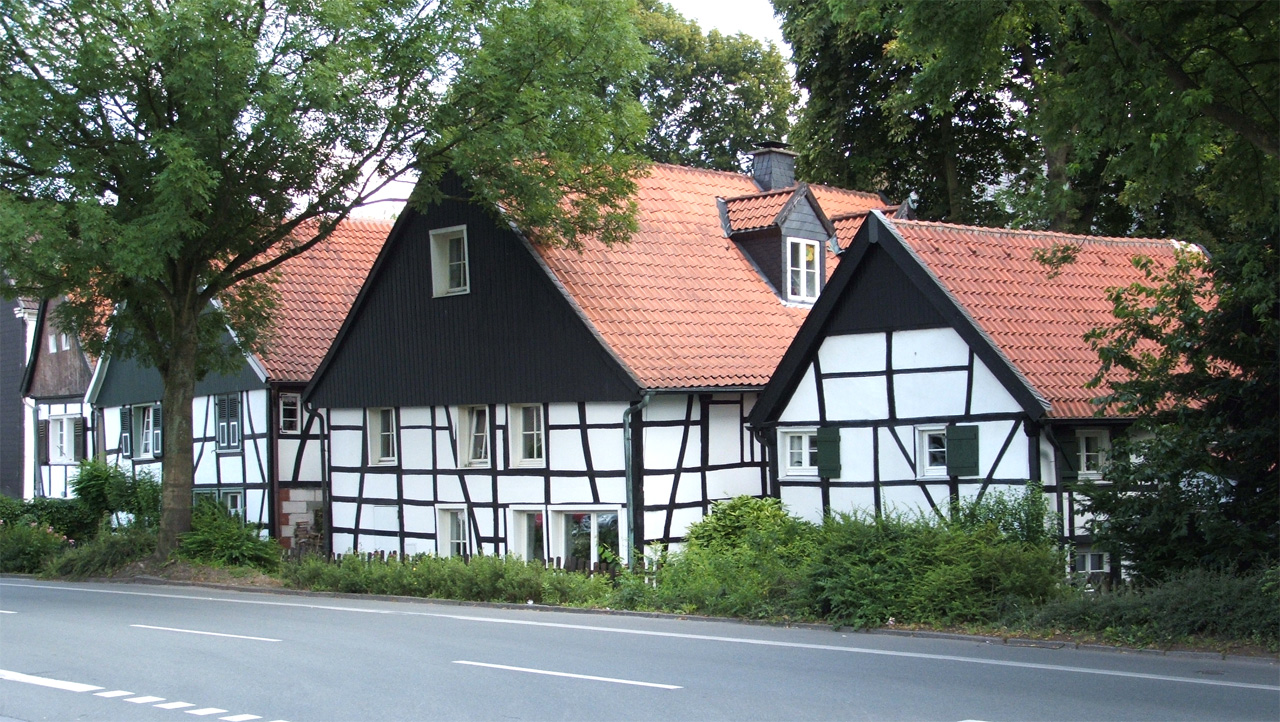
Fachwerkhäuser in Mengede

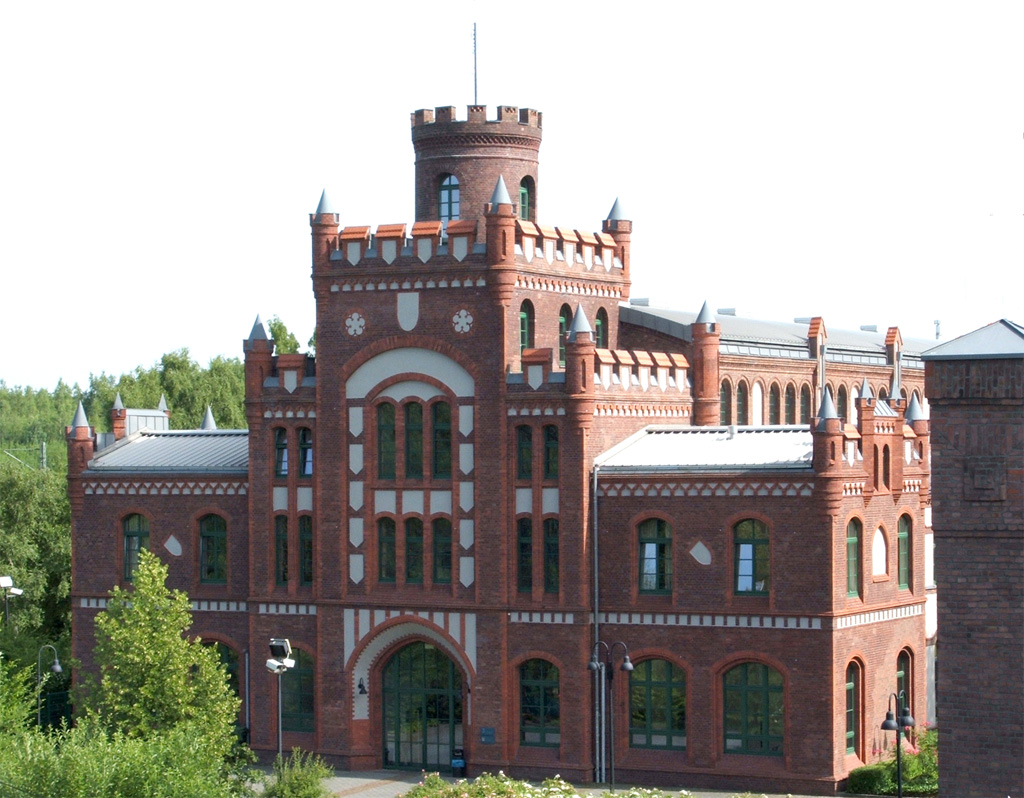
Ehemalige Zeche Adolf von Hansemann

### Frühgeschichte
Erste Besiedlungen im Raum Mengede konnten bis in die keltische Zeit von 500 bis 200 v. Chr. archäologisch nachgewiesen werden. Damit gehört der Ort zu den ältesten besiedelten Regionen im Emscherraum.

### Mittelalter
In den Heberegistern des Klosters Werden wurde Mengede erstmals um das Jahr 880 als Villa Megnithi urkundlich genannt. 1125 übertrugen die Grafen von Cappenberg ihre Rechte an Allodialgut in Mengede auf das von ihnen gegründete Kloster Cappenberg.
Bereits im März 1052 hatte König Heinrich III. sein in Mengede im Westfalengau (in pago Westvalo situ) gelegenes Eigengut dem Domstift zu Goslar geschenkt. Der übereignete königliche Besitz, die Villikation, umfasste 28 Höfe. 1238 war Ritter Bernhard von Strünkede Verwalter dieses Gutes. Damals musste ein Streit zwischen dem Domkapitel und dem Ritter in Dortmund entschieden werden, da der Verwalter beschuldigt wurde, den geschuldeten Zins vorenthalten zu haben. Bernhard wurde zur Nachzahlung verurteilt. Im Jahr 1300 legte Bovo von Strünkede eine Urkunde vor, die glaubhaft machte, dass sein Vater den Besitz 30 Jahre zuvor vom Stift Goslar erworben habe. Das Domkapitel musste damit auf weitere Besitzansprüche in Mengede verzichten. Aus dem ursprünglichen Besitz des Domstifts hatte schon Everhard von Strünkede 1273 den Osthof in Mengede an den örtlichen Pfarrer und den Ritter Everhard von Mengede verkauft.
Der Stammsitz der Ritter von Mengede, ursprünglich das heutige Gut Altmengede in Schwieringhausen, wurde in der zweiten Hälfte des 13. Jahrhunderts das an der Emscher gelegene Haus Mengede. Bekanntester Vertreter des Adelsgeschlechts war Johann von Mengede, der von 1450 bis 1465 Landmeister des Deutschen Ordens in Livland war. Die erhaltenen Fundamente von Haus Mengede sind als Bodendenkmal heute wieder zu besichtigen. Der Name Mengede bedeutet „große Heide“ und wird aus dem Altsächsischen „Mengithi“ abgeleitet.

### Industrialisierung
Das Industriezeitalter begann in Mengede im Jahr 1848 mit dem Bau der Köln-Mindener Eisenbahn und dem Abteufen der Zeche Adolf von Hansemann ab dem Jahr 1873. Im Westen wuchs der Ort mit der Bauerschaft Oestrich und im Süden mit Nette zusammen. Der heutige Mittelpunkt Mengedes entstand nach einem Beschluss der Gemeindevertretung im Jahr 1913, wonach der Marktplatz, die Feuerwache und der Saalbau südwestlich des alten Ortskerns neu errichtet wurden.
1867 wurde in Mengede eine eigene jüdische Kultusgemeinde unter dem Namen „Israelisitischer Wohltätigkeitsverein Mengede“ gegründet. Gemeindevorsteher war der Kaufmann Levi Baum.
1889 wurde das Amt Mengede im Landkreis Dortmund aus den Landgemeinden Bodelschwingh, Brüninghausen, Deininghausen, Deusen, Dingen, Ellinghausen, Groppenbruch, Ickern, Mengede, Nette, Östrich, Schwieringhausen und Westerfilde gebildet, die bis dahin zum Amt Castrop gehört hatten.
Am 27. Oktober 1917 wurden Groppenbruch, Östrich (jetzt Oestrich) und Schwieringhausen eingemeindet, während Deusen bereits am 10. Juni 1914 zur Stadt Dortmund kam. Am 1. April 1928 wurde das Amt Mengede aufgelöst; Mengede wurde wie auch Bodelschwingh, Brüninghausen, Ellinghausen, Nette und Westerfilde in die Stadtgemeinde und den Stadtkreis Dortmund eingemeindet. Deininghausen, Dingen und Ickern gehörten bereits seit dem 1. April 1926 zu Castrop-Rauxel.

### Mengede in der Weimarer Republik
Nach dem Ersten Weltkrieg organisierten sich in Mengede viele Bergarbeiter der Zechen und heimkehrende Kriegsteilnehmer in anarcho-syndikalistischen Strukturen. Im Frühjahr 1919, zeitgleich mit den großen Bergarbeiterstreiks im Ruhrgebiet die auch die Zechen in Mengede betrafen, wurde die „Freie Arbeiter-Union Mengede“, eine Ortsgruppe der Freien Arbeiter-Union Deutschlands (FAUD), gegründet. 1920 wurde aus Mitgliedern des Ortsverbandes, der über 1000 Mitglieder besaß, eines der ersten Bataillone der Roten Ruhrarmee rekrutiert.
1922 kam es zu Spaltungen innerhalb der Freie Arbeiter Union-Mengede, einige Mitglieder spalteten sich ab und gründeten die „Wirtschaftliche Einheitsorganisation der Zeche Adolf von Hansemann“. Diese zunächst nur als Betriebsgruppe tätige Organisation wechselte alsbald das politische Lager und gründete zusammen mit dem Bergmann Wilhelm Moog, einem Mitglied des Deutsch-Völkischen Schutz- und Trutzbundes, einen Ortsverband der NSDAP. Die Gründung des Ortsverbandes ist auf den 9. Juni 1922 datiert.
Am 17. Januar 1923 marschierten belgische und französische Truppen im Rahmen der Ruhrbesetzung in Mengede ein. Ein Großteil der Mengeder Bergleute leistete passiven Widerstand und weigerte sich einzufahren.
1923 erreichte die Dortmunder Straßenbahn Mengede. Die Linie 5 wurde über Huckarde Abzweig verlängert und sollte Teil einer nicht verwirklichten Schnellstraßenbahnstrecke durch das nördliche Ruhrgebiet bis nach Duisburg werden.
Im Oktober kam es im zum damaligen Amt Mengede gehörenden Ortsteil Nette zu Kartoffelunruhen, bei denen insgesamt 41 Personen wegen Plünderung und Landfriedensbruch verhaftet und angeklagt wurden.
Mit der Auflösung des Landkreises Dortmund wurde der Ort im Jahr 1928 als eigener Stadtbezirk in die Stadt Dortmund eingemeindet. In der Mengeder Zeitung erschien ein Grußwort des Dortmunder Oberbürgermeisters „Willkommen in Dortmund“.
Kurz darauf wurde die Mengeder Zeitung umbenannt und erschien dann unter dem neuen Namen „Dortmund Mengeder Lokal-Anzeiger“.
Nach Lohnkürzungen kam es im Januar 1931 zu Streiks auf der Zeche Hansemann. Die Streiks wurden vorwiegend von kommunistischen Arbeitergruppen initiiert. Die äußerste Rechte, Stahlhelm und NSDAP, betätigte sich als Streikbrecher. Am 3. Januar kam es vor der Zeche zu Auseinandersetzungen zwischen den Gruppen, in deren Verlauf der 22-jährige Arbeiter Josef Schramowski einen tödlichen Brustschuss erhielt und damit das erste Opfer rechtsextremer Gewalt in Mengede wurde. Bei der Auseinandersetzung wurden drei weitere Personen durch Schüsse schwer verletzt.

### Nationalsozialismus und Zweiter Weltkrieg
Bei den Wahlen zum Preußischen Landtag am 24. April 1932 wurde die NSDAP stärkste politische Kraft. 3.699 von 12.930 Stimmen entfielen auf ihre Liste. Der Kandidat Franz Land, der eigentlich Krajewski hieß, wurde Mitglied des Landtags. Franz Land war auch Ortsgruppen-Leiter der NSDAP in Mengede.
Bei der Reichstagswahl November 1932 musste die NSDAP in Mengede einen Verlust hinnehmen, die KPD wurde kurzfristig zur stärksten politischen Partei.
Nach der Berufung von Hitler zum Reichskanzler führten nationalsozialistische Organisationen am 6. Februar 1933 in Mengede einen Fackelzug durch. Trotz der Übernahme der politischen Macht durch die NSDAP auf Reichsebene kam es in Mengede weiterhin zu Auseinandersetzungen zwischen linken und rechten Gruppen. Am 28. Februar 1933 wurde bei Kämpfen zwischen Nationalsozialisten und Kommunisten die herbeigeeilte Polizei angeschossen. Am 1. April kam es auf dem Mengeder Markt zu einer Kundgebung zum Boykott jüdischer Geschäfte. Im September wurde der Arbeiterturn- und Sportverein Vorwärts Mengende 07 aufgelöst.
Am 15. Juli 1935 waren auf der Zeche Hansemann bei einer schweren Explosion 17 tote und 20 verletzte Bergleute zu beklagen.
Am 23. Oktober fand in Mengede eine erste Verdunkelungsübung statt. Bürger und Kaufleute des Ortes mussten Leuchtreklame und Schaufensterbeleuchtung auf ein Mindestmaß reduzieren.
In der Reichspogromnacht am 9. November 1938 wurde das Haus des Mengeder Kaufmanns Salomon Heimberg in der Williburgstraße geschändet. Es wurde später zum Judenhaus, in dem die Mengeder Juden vor der Deportation zusammengetrieben wurden. 1943 gab es in Mengede keine Juden mehr.
Am 5. März 1943 wurden die Glocken der St.-Remigius-Kirche demontiert und zu Kriegszwecken durch Einschmelzen wegtransportiert.
Anfang April 1945 wurde Mengede zur Front. Ein Artillerieduell zwischen deutschen und amerikanischen Truppen hielt die Bevölkerung eine Woche in den Kellern. Die St.-Remigius-Kirche wurde durch zwei Granattreffer beschädigt.

### Nach dem Zweiten Weltkrieg
Die erhaltenen Gebäude der im Jahr 1967 stillgelegten Zeche Adolf von Hansemann sind, ebenso wie der Volksgarten Mengede, mittlerweile Bestandteil der Route der Industriekultur.

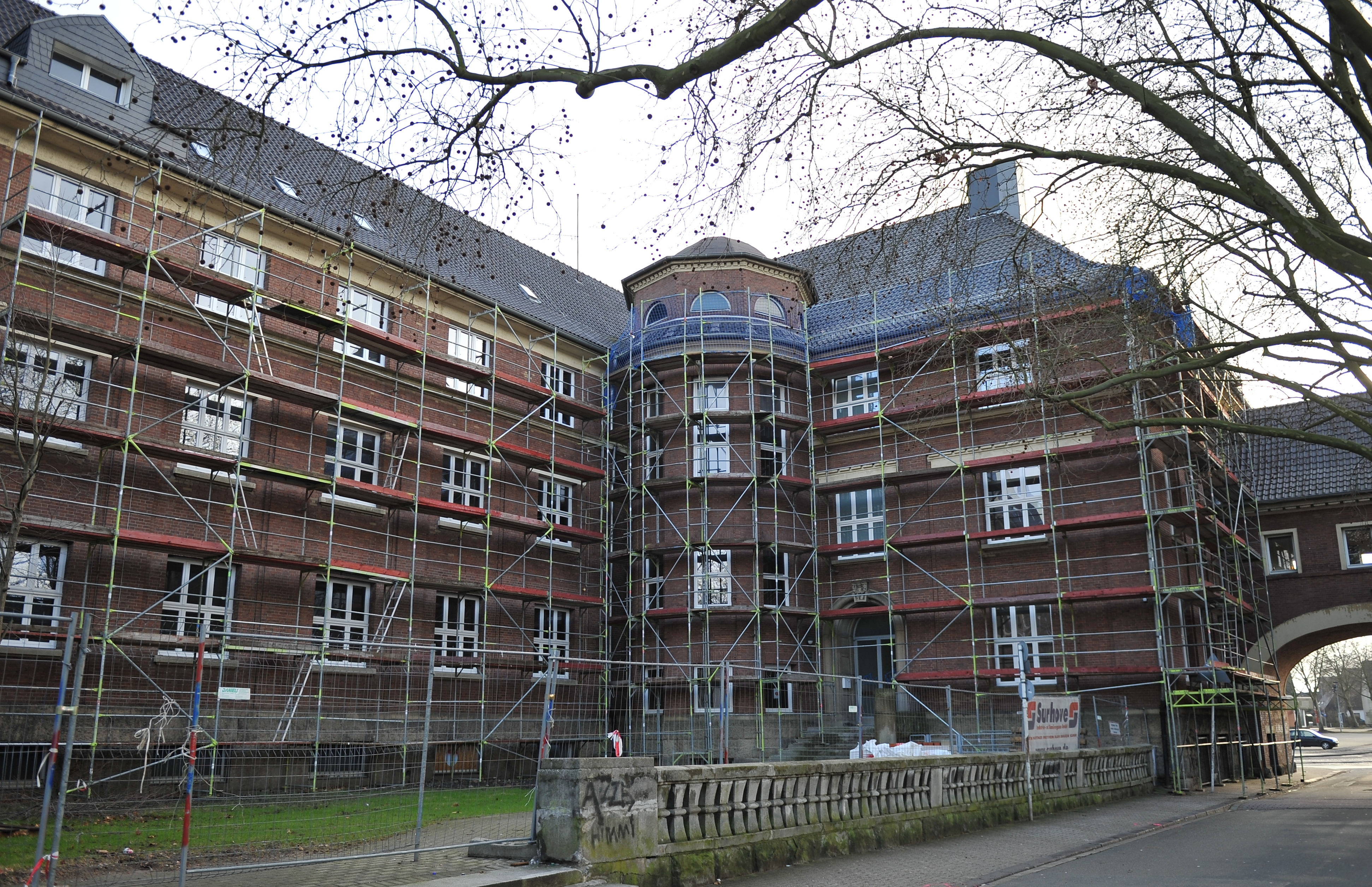
Hauptschule Mengede

## Schulen in Mengede
Mengede verfügt über eine Hauptschule und zwei Grundschulen: Overberg-Grundschule und Regenbogen-Grundschule.

## Statistik
Strukturdaten der Bevölkerung Mengedes:
- Bevölkerungsanteil der unter 18-Jährigen: 18,1 % [Dortmunder Durchschnitt: 16,2 % (2018)][9]
- Bevölkerungsanteil der mindestens 65-Jährigen: 19,2 % [Dortmunder Durchschnitt: 20,2 % (2018)][10]
- Ausländeranteil: 15,9 % [Dortmunder Durchschnitt: 22,3 % (2024)][11]
- Arbeitslosenquote: 9,5 % [Dortmunder Durchschnitt: 11,0 % (2017)][12]

Das Durchschnittseinkommen liegt etwa 5 % unter dem Dortmunder Durchschnitt.

### Bevölkerungsentwicklung
| Jahr      | 1987   | 2003   | 2008   | 2013   | 2016   | 2018   | 2020   | 2022   | 2024   |
| --------- | ------ | ------ | ------ | ------ | ------ | ------ | ------ | ------ | ------ |
| Einwohner | 10.971 | 10.900 | 11.676 | 11.722 | 12.020 | 12.039 | 12.393 | 12.460 | 12.470 |

## Verkehrsanbindung
Am Bahnhof Dortmund-Mengede hält die Linie S 2 der S-Bahn Rhein-Ruhr und der Rhein-Emscher-Express von Hamm (Westfalen) nach Düsseldorf. Mengede wird darüber hinaus durch mehrere Buslinien der Vestischen Straßenbahnen, Straßenbahn Herne–Castrop-Rauxel (HCR) und der Dortmunder Stadtwerke, die allesamt am Busbahnhof Mengede Markt oder am Bahnhof Dortmund-Mengede halten, erschlossen. Mit Anschlüssen an die Autobahnen Bundesautobahn 2, Bundesautobahn 45 und Bundesautobahn 42 liegt Mengede in einem Schnittpunkt überregionaler Straßenverkehrsverbindungen.

### SPNV-Linien, die in Mengede halten
| Linie | Linienverlauf | Takt                         |
| ----- | --- | ---------------------------- |
| RE 3  | Rhein-Emscher-Express: Düsseldorf Hbf – Düsseldorf Flughafen – Duisburg Hbf – Oberhausen Hbf – Essen-Altenessen – Gelsenkirchen Hbf – Wanne-Eickel Hbf – Herne – Castrop-Rauxel Hbf – Dortmund-Mengede – Dortmund Hbf – Dortmund-Scharnhorst – Dortmund-Kurl – Kamen-Methler – Kamen – Bönen-Nordbögge – Hamm (Westf) Hbf Stand: Fahrplanwechsel Dezember 2023 | 60 min                       |
| RB 32 | Rhein-Emscher-Bahn: Duisburg Hbf – Oberhausen Hbf – Essen-Dellwig – Essen-Bergeborbeck – Essen-Altenessen – Essen Zollverein Nord – Gelsenkirchen Hbf – Wanne-Eickel Hbf – Herne – Castrop-Rauxel Hbf – Dortmund-Mengede – Dortmund Hbf Stand: Fahrplanwechsel Dezember 2021                                                                                   | 60 min                       |
| S 2   | Hauptlinienweg: Dortmund Hbf – DO-Dorstfeld – DO-Wischlingen – DO-Huckarde – DO-Westerfilde – DO-Nette/Oestrich – DO-Mengede – Castrop-Rauxel Hbf – Herne – Linienast 1: Wanne-Eickel Hbf –Gelsenkirchen Hbf – GE-Rotthausen – E-Kray Nord – Essen Hbf Linienast 2: Recklinghausen Süd – Recklinghausen Hbf Stand: Fahrplanwechsel Dezember 2023               | 30 min 60 min (je Linienast) |

### Buslinien, die in Mengede halten
| Linie | Linienweg | Takt Mo.–Fr./Sa./So.                    | Verkehrs- unternehmen |
| ----- | --- | --------------------------------------- | --------------------- |
| SB24  | Dortmund-Mengede Bf – Waltrop, Am Moselbach – Datteln Busbf – Oer-Erkenschwick, Oer-Mitte – Recklinghausen Hbf | 30/30/60                                | Vestische             |
| 289   | Dortmund-Mengede Bf – Waltrop, Goethestr. – Klöcknersiedlung – Am Moselbach | 60/60/60                                | Vestische             |
| 361   | Dortmund-Mengede Markt – Castrop-Rauxel Dingen Talstr. – Deininghausen – Münsterplatz | 30-60/30-60/30-60                       | HCR                   |
| 470   | Dortmund-Mengede Bf – Westerfilde – Kirchlinde Zentrum – Lütgendortmund – Kley – Kley, Echeloh-Siedlung – Oespel | 20/30/30                                | DSW21                 |
| 471   | Dortmund-Oestrich, Auf dem Brauck – Castroper Str./Mengede Bf – Nette Hallenbad – Westerfilde – Bodelschwingh, Göllenkamp | 20/30/30                                | DSW21                 |
| 472   | Dortmund-Mengede Markt – Nette/Oestrich – Oestrich, Auf dem Brauck | 60/60/–                                 | DSW21                 |
| 473   | Dortmund-Mengede Bf – Schwieringhausen – Holthausen – Lindenhorst – Eving, Zeche Minister Stein → Nordfriedhof (← Eving Markt) – Bayrische Str. (Kleinbus-Einsatz) | 60/60/60                                | DSW21                 |
| 474   | Lünen-Brambauer Verkehrshof – Dortmund-Groppenbruch, Im Siesack – Mengede Bf | 20-40-60/20-40-60/60 (So ab Im Siesack) | DSW21                 |
| 475   | Dortmund-Mengede Bf – Ellinghausen GVZ/IKEA – IKEA Logistikzentrum – Deusen – Hafen – Hauptbahnhof | 30/30/60 (So bis Deusen)                | DSW21                 |
| 477   | Dortmund-Mengede Markt – Nette/Oestrich – Westerfilde – Obernette, Mergelkuhle – Bodelschwingh, Göllenkamp (Kleinbus-Einsatz) | 60/60/–                                 | DSW21                 |
| 482   | Dortmund-Mengede Bf – Castrop-Rauxel Ickern Markt – Habinghorst Schulzentrum – Hauptbahnhof – Europaplatz – Castrop Betriebshof – Castrop Münsterplatz – Schwerin Seniorenheim | 20/30/60                                | DSW21                 |
| NE13  | Dortmund Reinoldikirche – Hbf – Huckarde – Jungferntal Grundschule – Kirchlinde Zentrum – Westerfilde, Rohdesdiek – Nette, Zum Hallenbad – Mengede Markt – Mengede Bf – Mengede Markt – Nette, Zum Hallenbad – Westerfilde – Kirchlinde Zentrum – Rahm, Bannenberg – Huckarde, Roßbachstr. – Hbf – Reinoldikirche (Ringlinie) | 60                                      | DSW21                 |
| NE14  | Dortmund-Mengede Bf – Waltrop, Rathaus – Datteln Busbf – Oer-Erkenschwick, Berliner Platz – Recklinghausen Hbf | 60                                      | Vestische             |

## Presse
Von 1920 bis 1990 erschien in Mengede die „Mengeder Zeitung“. Gegründet wurde sie von Ernst Arnold, dem Inhaber des gleichnamigen Mengeder Druckerei- und Verlagshauses. Die Mengeder Zeitung war eine typische Heimatzeitung. Der Lokalteil wurde in Mengede produziert, die Mantelseiten wurden von kooperierenden Zeitungsverlagen zugeliefert. 1941 fiel sie der ersten von insgesamt drei kriegsbedingten Schließungswellen zum Opfer. Gemeinsam mit der Lütgendortmunder Amts-Zeitung erschien sie 1949 unter dem Namen „Dortmunder Nord-West-Zeitung“ neu. 1990 ging die Mengeder Zeitung in den Dortmunder „Ruhr Nachrichten“ auf.
Vorläufer der Mengeder Zeitung war eine gleichnamige Nebenausgabe der Castroper Zeitung, die von 1911 bis 1914 in Mengede verkauft wurde, mit der späteren Mengeder Zeitung aber nicht in Verbindung stand.